# Авиаудары по Йемену (с 2024)
Авиаудары по Йемену — сражение в ходе операции «Страж процветания», во время которой утром 12 января 2024 года США и Великобритания при поддержке Австралии, Бахрейна, Канады, Новой Зеландии, Нидерландов и Южной Кореи нанесли серию авиаударов по объектам хуситов в Йемене, через день после того, как Совет Безопасности ООН осудил агрессию хуситов в Красном море.
Президент США Джо Байден заявил, что он приказал нанести удары, в то время как премьер-министр Великобритании Риши Сунак созвал свой кабинет, чтобы санкционировать участие Великобритании. Действия стали ответом на нападения хуситов на корабли в Красном море, которые сами были ответом на войну между Израилем и Хамасом.
Американские официальные лица заявили, что удары были направлены на снижение возможностей хуситов атаковать объекты в Красном море, а не на убийство лидеров хуситов и их иранских инструкторов. Хуситы заявили, что в результате ударов по меньшей мере пятеро были убиты и шестеро ранены.
С 12 января удары по йеменским объектам наносятся систематически.

## Предыстория

Эмблема хуситов: «Аллах велик, смерть Америке, смерть Израилю, проклятие иудеям, победа за исламом»

16 февраля 2021 года администрация Байдена исключила «Ансар Аллах», официальную политическую и военную организацию движения хуситов, из списка иностранных террористических организаций (ИТО) из-за опасений, что это включение будет препятствовать доставке гуманитарной помощи на фоне обострения политического и социально-экономического кризиса в Йемене, поскольку хуситы контролировали большую часть территории страны. В апреле 2022 года Организация Объединенных Наций выступила посредником в прекращении огня между хуситами и международно признанным Президентским руководящим советом (ПРС) Йемена. Несмотря на формальное окончание договора о прекращении огня в октябре 2022 года, оно продолжилось ещё как минимум до декабря 2023 года.
С началом войны между Израилем и Хамасом в октябре 2023 года поддерживаемый Ираном и контролируемый хуситами Высший политический совет заявил о своей поддержке Хамаса и начал совершать нападения на коммерческие суда, следующие транзитом через Красное море, особенно в Баб-эль-Бей. Узкий Баб-эль-Мандебский пролив, соединяющий Красное море с Аденским заливом. Хотя первоначально хуситы заявляли, что нападают только на коммерческие суда, направляющиеся в израильские порты или имеющие какую-либо связь с Израилем, вскоре они начали без разбора нападать на суда, пытаясь атаковать корабли, не имеющие связи с Израилем. Для нападения на суда Красного моря хуситы использовали береговые ракетные батареи, барражирующие боеприпасы и быстроходные ударные корабли, вооружённые легкими пушками, пулемётами и противотанковыми ракетами.
Перед нападением на грузовое судно «Ханчжоу» Соединённые Штаты сбили в общей сложности 24 хуситские ракеты и беспилотники и развернули военные корабли для защиты морских путей Красного моря, но не вступали в прямой бой с хуситами. В первую неделю января среднесуточное количество транзитных судов включало 105 балкеров и 58 танкеров по сравнению со 115 сухогрузами и 70 танкерами неделей ранее.
3 января 2024 года США и их союзники предъявили хуситам окончательный ультиматум с требованием прекратить их деятельность, подрывающую свободу судоходства. За несколько дней до удара члены Конгресса США потребовали решительного и сдерживающего ответа хуситам. За день до авиаударов Совет Безопасности ООН принял резолюцию, осуждающую агрессию хуситов в Красном море. За неё проголосовали 11 членов Совета Безопасности, голосовавших против не было, четыре члена воздержались (Алжир, Китай, Мозамбик и Россия).

## Ход событий
Премьер-министр Великобритании Риши Сунак созвал Кабинет министров Великобритании, чтобы санкционировать участие Великобритании.
Утром 12 января 2024 года США и Великобритания нанесли ракетные удары по объектам хуситов в Йемене. Удары наносили как самолёты с американского авианосца «Дуайт Эйзенхауэр», так и корабли США (крылатыми ракетами «Томагавк»). Кроме сил США, в ударах участвовали 4 самолёта Typhoon Королевских ВВС Великобритании, вылетевшие с авиабазы Акротири на Кипре.
Сообщалось о взрывах в Сане, Ходейде и Дхамару. Целями были логистические центры, системы ПВО и склады оружия. По данным новостного канала, управляемого хуситами, среди поражённых целей были Международный аэропорт Ходейда, Международный аэропорт Таиза и авиабаза аль-Дайлами к северу от Саны.
13 января были нанесены новые удары по объектам хуситов в Йемене.

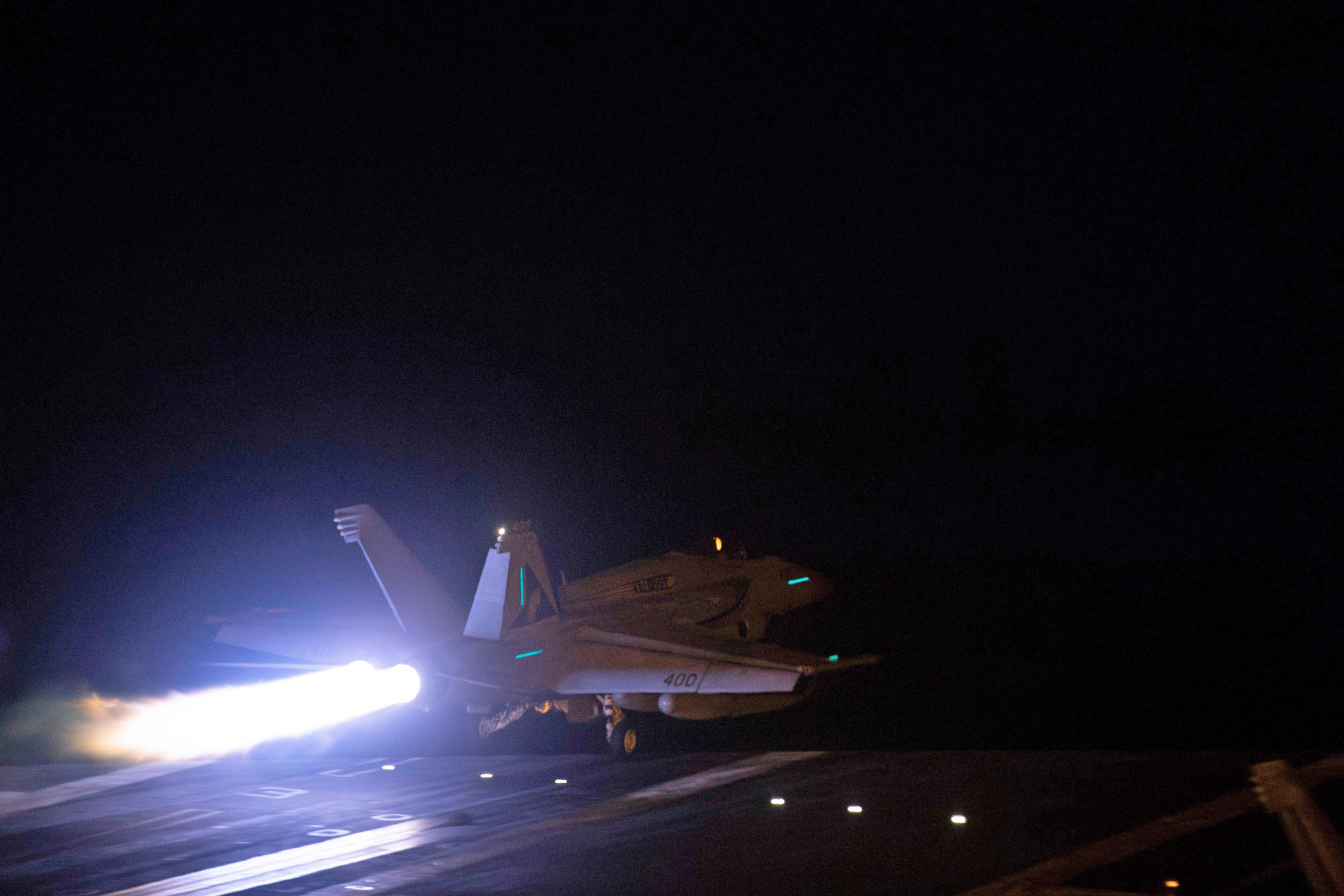
Самолет ВМС США F/A-18 взлетает с авианосца для нанесения ударов по объектам в Йемене
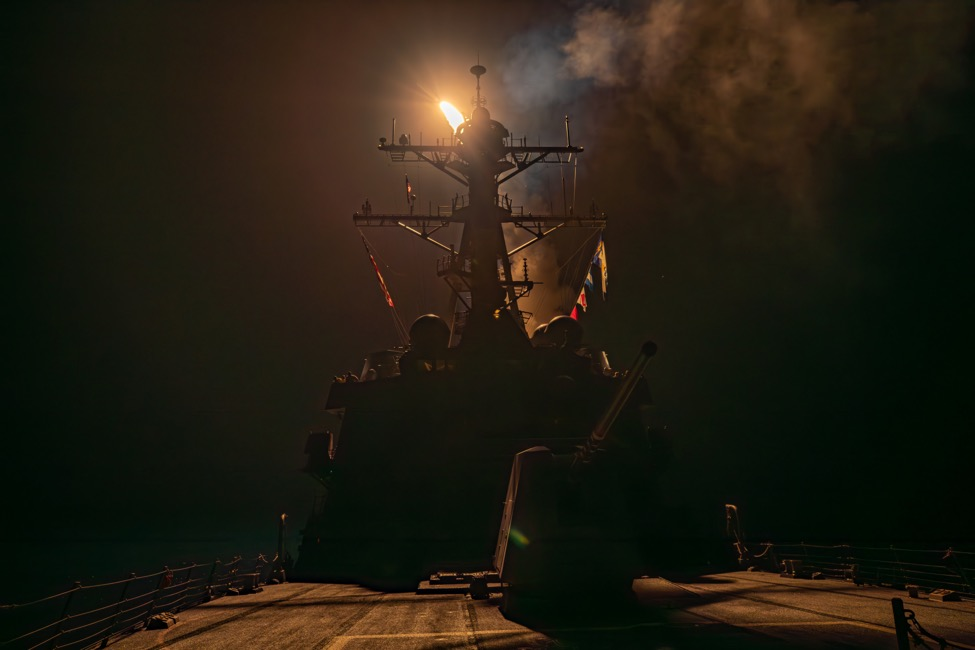
Запуск ракет «Томагавк» с американского эсминца

С 12 января удары по объектам хуситов наносятся систематически. В частности 19 января США и Великобритания нанесли два удара по портовому городу Ходейда, 5 февраля целью атаки стали надводные дроны. Удары продолжались и в 2025 году. В апреле и мае был атакован порт Рас-Иса, в результате ударов ранения получили 3 российских моряка.